# 中國哲學書電子化計劃
中国哲学书电子化计划（英語：Chinese Text Project），是一个线上古籍文献检索系统，是线上古典文献最丰富且最可靠的来源之一。它的目的是提供尽可能精确且便利使用的中国歷代原典文献，尤其先秦和两汉文献，把这些资料以恰当结构、可搜索模式来展现，并且广泛使用现代技术作为工具使这些文献更容易学习和研究。
它的主要内容包括原典资料库、当代研究资料库以及内部字典；原典资料库的内容包括：儒家、墨家、道家、法家、名家、兵家、算书、杂家、史书、经典文献、字书、医学以及出土文献先秦两汉各种原文资料。部分原典有现代汉语和英文的翻译本，另外还有内部字典、底本扫描版、相似段落提示等独特的功能。